# Либрици
Либрѝци (на италиански и на сицилиански: Librizzi) е село и община в Южна Италия, провинция Месина, автономен регион и остров Сицилия. Разположено е на 501 m надморска височина. Населението на общината е 1783 души (към 2011 г.).